# لی جین کوان
لی جین کوان (کره‌ای: 이진권؛ زادهٔ ۲۲ ژانویه ۱۹۹۱) بازیگر اهل کره جنوبی است. او بیشتر به خاطر ایفای نقش مکمل در جادوگر چوسان شناخته می‌شود. او همچنین در درام مدرسه‌ای محبوب تو کیستی: مدرسه ۲۰۱۵ نیز حضور پیدا کرده‌است.

## فیلم‌شناسی

### فیلم
| سال  | عنوان             | نقش                | زبان  | منابع |
| ---- | ----------------- | ------------------ | ----- | ----- |
| ۲۰۱۴ | انتخاب آرتیست     | نویسنده            | کره‌ای | [ ۲ ] |
| ۲۰۱۵ | گانگنام بلوز      | میونگ‌دونگ گنگ      | کره‌ای | [ ۳ ] |
| ۲۰۱۵ | برادر ناخواسته    |                    | کره‌ای | [ ۴ ] |
| ۲۰۱۵ | کلانتر دست‌نیافتنی | مرد دست راست مانول | کره‌ای | [ ۵ ] |
| ۲۰۱۵ | جادوگر چوسان      | عضو تیم هوان‌هی     | کره‌ای | [ ۶ ] |

### مجموعه تلویزیونی
| سال       | عنوان                | نقش                        | منابع  |
| --------- | -------------------- | -------------------------- | ------ |
| ۲۰۱۴      | پلاس ناین بویز       |                            | [ ۷ ]  |
| ۲۰۱۵      | عشق هوگو             | مردی که با کتاب کمیک می‌دود | [ ۸ ]  |
| ۲۰۱۵      | تو کیستی: مدرسه ۲۰۱۵ | جین کوان                   | [ ۹ ]  |
| ۲۰۱۵      | خانم پلیس            | لی مان یونگ                | [ ۱۰ ] |
| ۲۰۱۵–۲۰۱۶ | پاسخ به ۱۹۸۸         | دانش آموز بد               | [ ۱۱ ] |
| ۲۰۱۶      | همه چیز دربارهٔ مادرم |                            | [ ۱۲ ] |
| ۲۰۱۶      | سیگنال               |                            | [ ۱۳ ] |
| ۲۰۱۶      | پزشکان               | دوست کیم سو چول            |        |
| ۲۰۱۶      | مادام آنتونی         |                            | [ ۱۴ ] |
| ۲۰۱۶      | خانم پلیس ۲          | لی مان یونگ                | [ ۱۵ ] |
| ۲۰۱۶      | عشق بی‌پروا           |                            | [ ۱۶ ] |
| ۲۰۱۶–۲۰۱۷ | دکتر رمانتیک         |                            | [ ۱۷ ] |
| ۲۰۱۷      | مدافع بی‌گناه         |                            | [ ۱۸ ] |
| ۲۰۱۷      | عاشقانه پر از زندگی  |                            | [ ۱۹ ] |
| ۲۰۱۷      | آندانته              |                            | [ ۲۰ ] |
| ۲۰۱۸      | زندگی کن             |                            | [ ۲۱ ] |
| ۲۰۱۸      | حالا با عشق تمیز کن  | دستیار رئیس یانگ           |        |
| ۲۰۱۹      | بانکدار              | آقای جونگ                  |        |
| ۲۰۱۹      | نمایش بزرگ           | لوان شارک                  |        |
| ۲۰۲۰      | شکارچیان شگفت‌انگیز   | زیردست                     |        |